# Lèstids
Els lèstids (Lestidae) són una petita família d'odonats zigòpters. Comprenen dues subfamílies: Lestinae i Sympecmatinae. Els Lestinae es paren amb les seves ales en part obertes; els Sympecmatinae es paren amb les seves ales plegades.
La taxonomia d'aquesta família està en disputa; algunes autoritats hi inclouen dotze gèneres i altres només vuit.

## Característiques
Mentre la majoria dels zigòpters es paren amb les seves ales plegades, la majoria dels membres d'aquesta família les aguanten separades dels seus cossos.
El pterostigma (una taca fosca en la punta de cada ala) és sensiblement allargat. El cos té una brillantor verdosa, metàl·lica. Els apèndixs anals superiors (parts del cos dels mascles per fermar la femella durant la còpula) són llargs i fortament corbats.
La cria es realitza en àrees amb moviment lent de l'aigua en els recessos de rierols, pantans, maresmes i llacunes temporals. Les nimfes tenen un llarg abdomen.

## Espècies presents a Catalunya
- Alaestès fi (Lestes sponsa)
- Alaestès robust (Lestes dryas)
- Alaestès verd (Lestes barbarus)
- Alaestès petit (Lestes virens)
- Vimetaire occidental (Lestes viridis = Chalcolestes viridis)
- Cavallet d'hivern comú (Sympecma fusca)

## Galeria

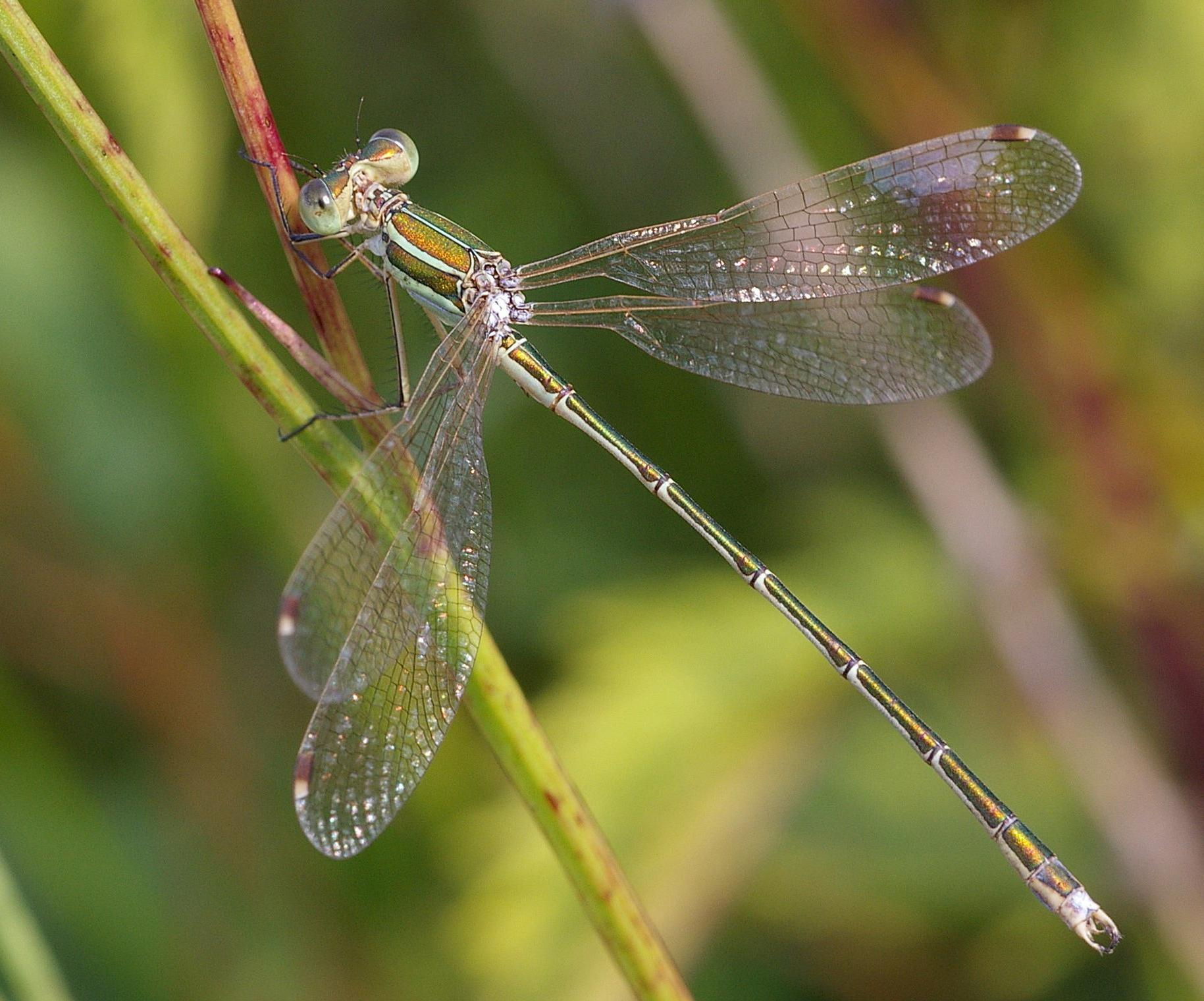
Lestes barbarus
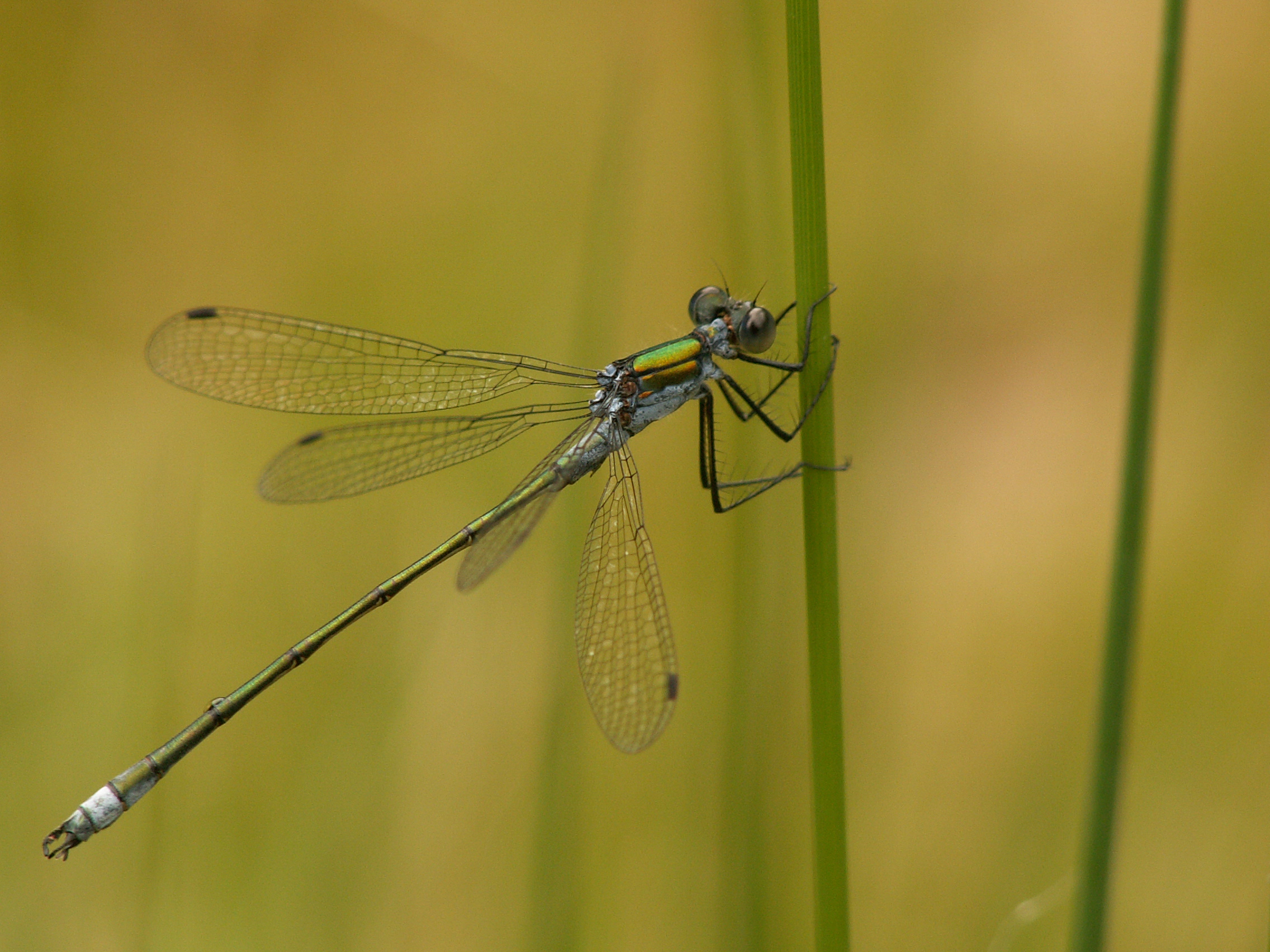
Lestes dryas
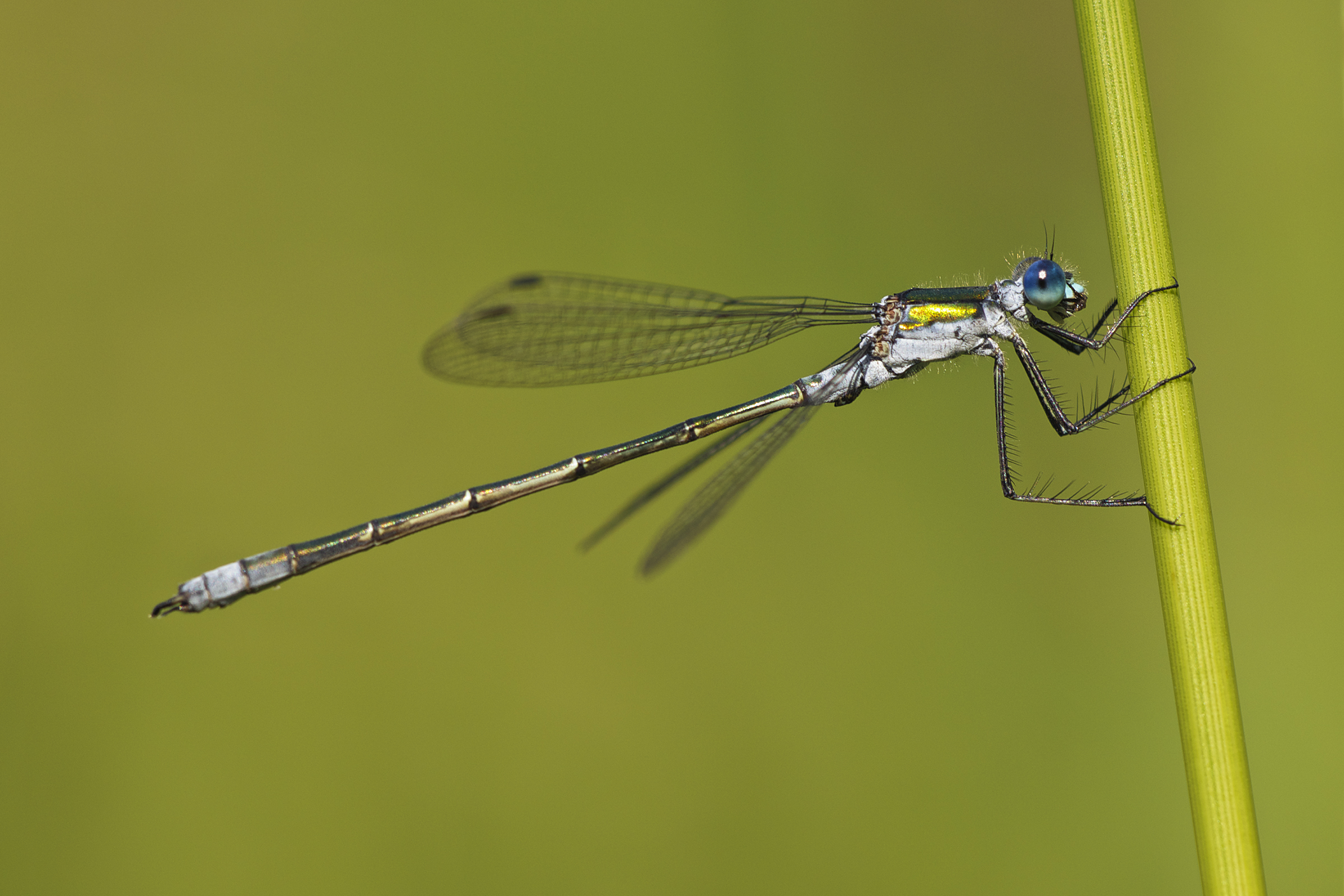
Lestes sponsa
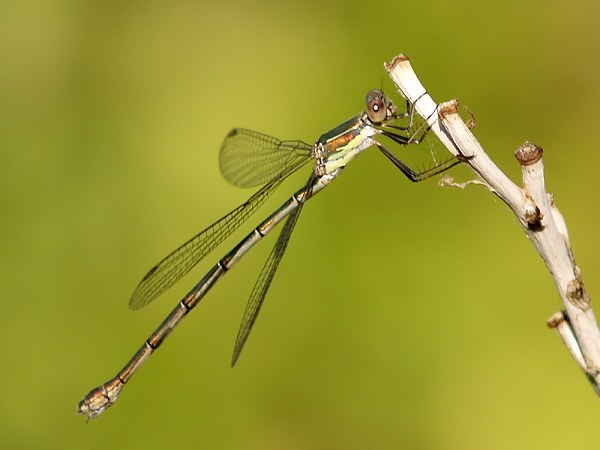
Lestes viridis
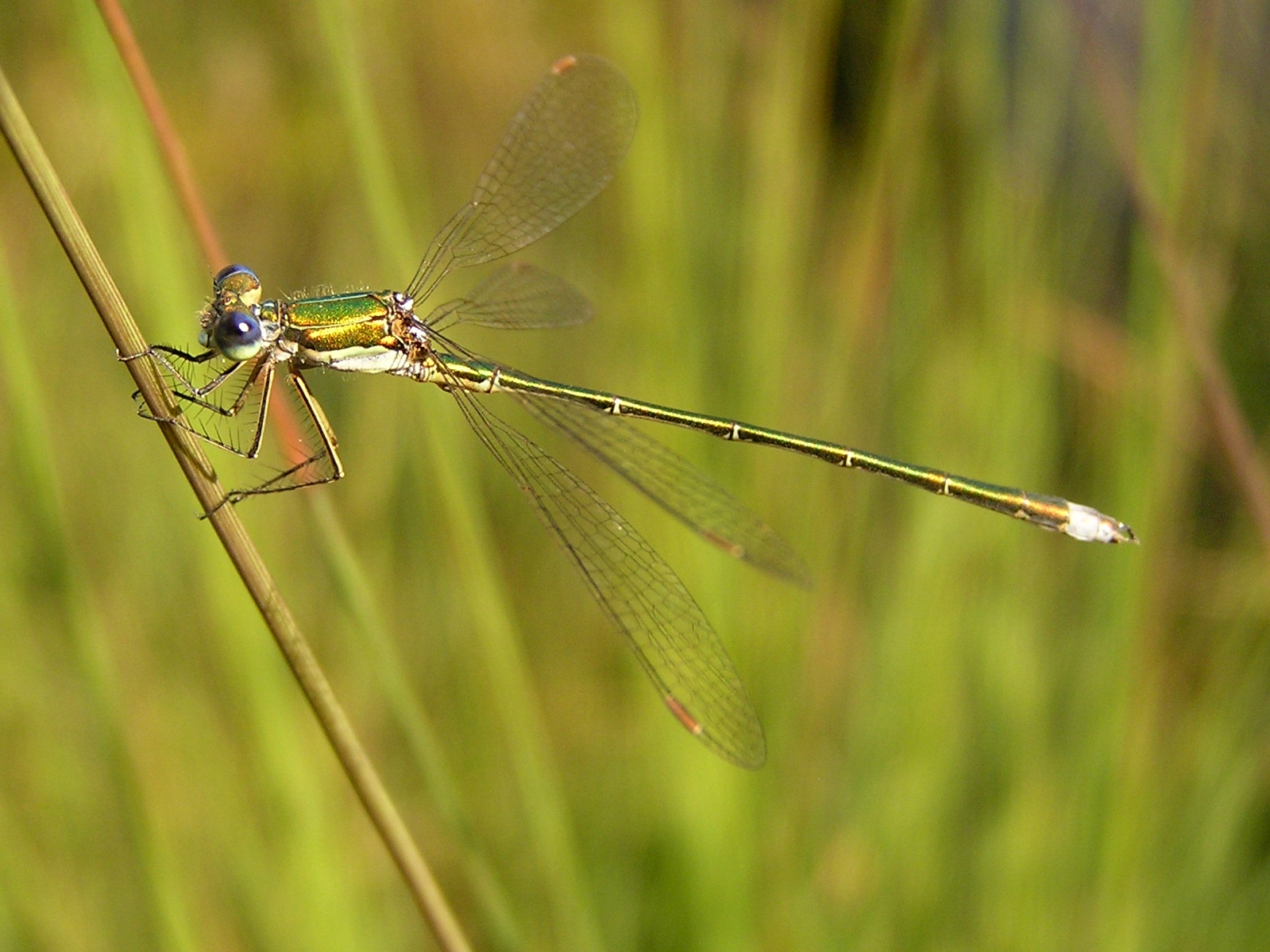
Lestes virens
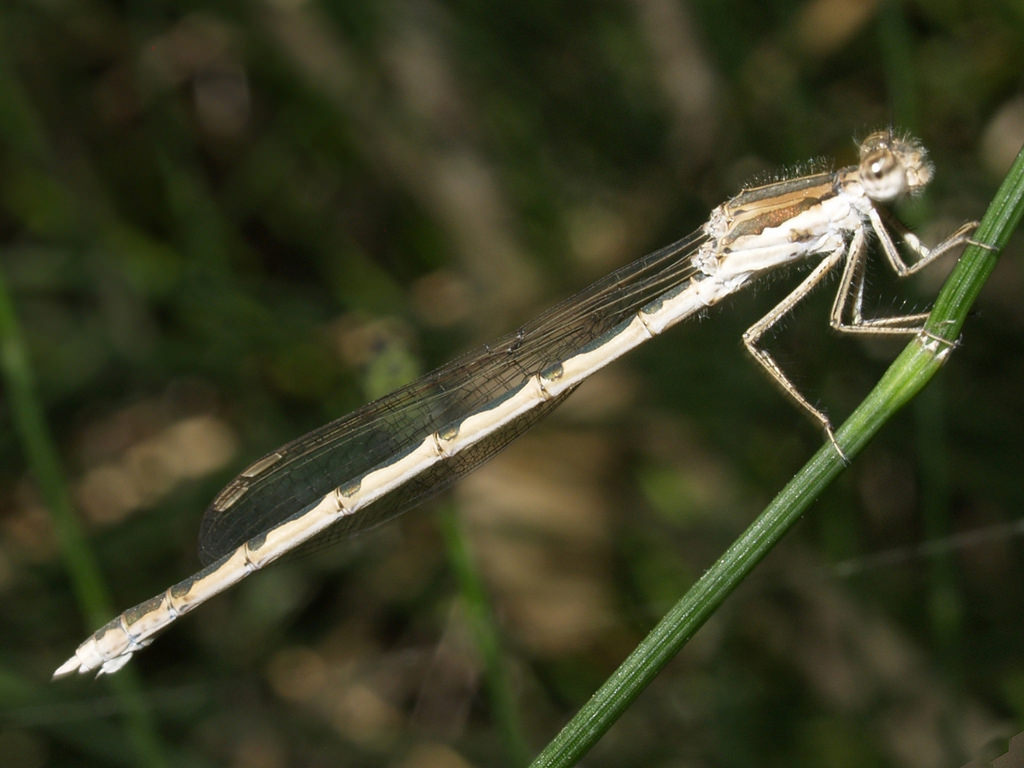
Sympecma fusca